# Antonietta Dell'Era
Antonietta Dell'Era (Milán, 16 de febrero de 1861 - Berlín, 22 de junio de 1945)fue una bailarina italiana que desarrolló su vida profesional tanto en su país, como en Alemania y  Rusia. Como prima ballerina del Mariinski, interpretó por primera vez el papel del Hada de Azúcar en el El cascanueces, el último ballet de Chaikovski. 

## Biografía
Realizó su formación en danza en la Academia de Milán con el sistema de Carlo Blasis. Consiguió sus primeros éxitos como integrante de la compañía de ballet del Teatro Dal Verme en Milán, Barcelona y en El Cairo, donde sustituyó a la primera bailarina en La Devâdâcy del coreógrafo francés Hippolyte Monplaisir.
En 1879, tras una notable actuación como protagonista en el Teatro Vittorio Emanuele de Mesina, como primera bailarina en una coreografía de Ferdinando Pratesi, decide trasladarse a Berlín, probablemente siguiendo los pasos y el consejo de Virginia Zucchi (por aquel entonces la escuela de Berlín tenía gran atractivo para los bailarines y para el mundo de la música y la danza, en parte gracias a la fama de las coreografías del hijo de Filippo Taglioni, Paolo Taglioni.)
Antonietta Dell'Era consolidó de manera más contundente su carrera como bailarina con su desempeño en la compañía de ballet de la corte real en Berlín (la Staatsoper Unter den Linden), la que integró con un contrato como bailarina entre 1881 y 1909. Desde allí viajaba por temporadas a Rusia, donde se presentó por primera vez en julio de 1865 en un teatro de verano Arkadija en San Petersburgo con un papel en una opereta.

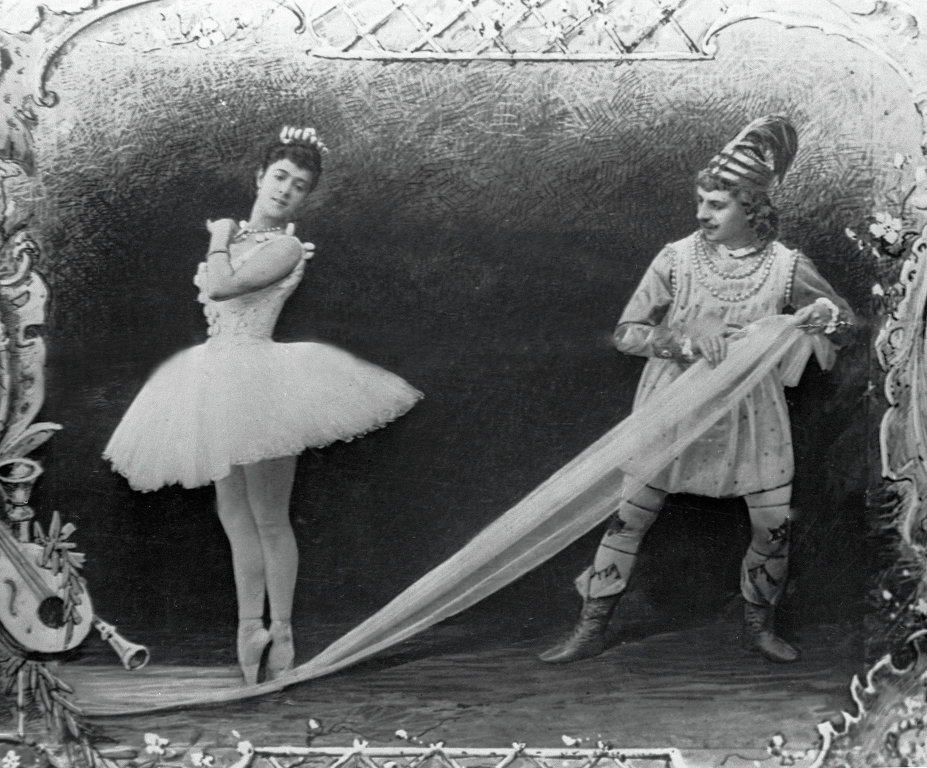
Antonietta Dell'Era como Hada de Azúcar en 1892

El 18 de diciembre de 1892 se estrenó en el Teatro Mariinski de San Petersburgo El Cascanueces de Chaikovski con un libreto de Marius Petipa.  Dell'Era, entonces ya conocida por sus artes acrobáticas únicas en el ballet de la época, desempeñó el papel protagónico, pasando a la historia de la danza como La primera Hada de Azúcar. Sin embargo, en su momento la crítica no fue buena y lejos de destacar estos aspectos técnicos (que además tenían fuertes detractores entre los seguidores de la escuela clásica francesa) se centró en el cuerpo de la bailarina misma, criticándola por ser «regordeta» y poco atractiva. Debido a esta crítica superficial, Chaikovski murió sin ver su obra coronada por el éxito. Sin embargo, la popularidad internacional ha trascendido el siglo y las fronteras, especialmente en presentaciones navideñas en muchas ciudades del mundo.
El 2 de mayo de 1901, estrenó en Berlín Aschenbrödel, el ballet de Johann Strauss (hijo). La coreografía de Emil Graeb y el libreto de Heinrich Regel contemplaban una puesta en escena sumamente moderna del tradicional cuento, donde el príncipe es ahora el acaudalado dueño de una gran tienda, la Cenicienta una sencilla costurera que viste a la moda y trabaja en el taller decorado en Jugendstil  que dirige la perversa madrastra. Por vez primera, Dell'Era aparecía danzando sin tutú, lo que representó para la bailarina la exploración de un género nuevo y, para el público, una clara señal de los albores de la danza moderna en Alemania.
Después de su actuación en Aschenbrödel, sin embargo, se dispone de pocos datos sobre algún otro ballet relevante en su desarrollo artístico, aparte de la certeza de que continuó participando en las temporadas de la Königliche Oper de Berlín hasta 1909. Tampoco hay mucha información sobre su vida privada, salvo que en 1917 contrajo matrimonio con el banquero berlinés Felix Marsop. Adoptó el apellido de su marido y pasó a llamrse Antonietta Marsop.
No obstante, aunque su fama declinó con el cambio de siglo y (según recoge la crónica) cayó un poco en el olvido a consecuencia del declive del ballet clásico italiano en favor del surgimiento de la danza moderna en Alemania, en los años que siguieron tuvo igualmente actuaciones exitosas de modo que cuando se retiró de los escenarios de danza, en 1909, Antonietta Dell'Era había alcanzado prestigio y había logrado acumular algún patrimonio. Antes de morir, en 1945 según la Fundación que lleva su nombre, expresó su deseo de que sus bienes sirvieran para ayudar a bailarines del teatro de Berlín que atravesasen dificultades financieras „por enfermedad o incapacidad para trabajar" o a sus familias para solventar los gastos de la formación de los bailarines o, en casos de enfermedad, como apoyo para financiar medidas de recuperación. En Berlín se estableció finalmente en 2005, después de sesenta años, una fundación denominada Dell'Era-Gedächtnis-Stiftung (Fundación en Memoria de Dell'Era), para organizar el cumplimiento de esta disposición del testamento. La Fundación entrega ayudas de mantenimiento, becas para formación de bailarines y cursos de capacitación, ayudas para gastos de tratamientos médicos, rehabilitación, estadías en casas de reposo, etc.